# Preah Netr Preah
Preah Netr Preah  é um distrito que fica localizado dentro da Província de Banteay Meanchey. Na região nor-noroeste do Camboja. 
| Comuna           | Vilarejos |
| ---------------- | --- |
| Chhnuor          | Mean Chey Samraong Touch, Pongro, Thma Koul, Proput, Bantoat Baoh, Kouk Treas, Chhnuor, Samraong Thum, Ruessei Khang, Ruessei Kandal, Rumpeak, Kouk Trach                                     |
| Chob             | Veari Chob, Roul Chruk, Prasat, Krasang Thmei, Pradak, Chroab Thmei, Chroab Chas, Kak, Kouk Lun, Phnum Chonhcheang, Chakkrei                                                                  |
| Phnum Lieb       | Phnum Lieb Kaeut, Phnum Lieb Lech, Troyoung, Tro Louk Cheung, Tro Louk Lech, Tro Louk Tboung, Laote, Rumduol, Pring Chu, Kantrab, Tnaot, Anlong Sar, Kandaol, Kambaor, Kabau, Kampong Krasang |
| Prasat Char      | Bat Trang, Sampov Lun, Phlov Leav, Ta Am, Ampil, Kandal, Thmei, Ovmal, Tonloab, Kien Banteay, Prasat, Anlong Sar, Kampream                                                                    |
| Preah Netr       | Preah Paoy Kdoeang, Cheung Voat, Kandal, Post Chas, Paoy Samraong, Paoy Pring, Ta Paen, Sreh Kaeut, Sreh Lech, Kouk Srok, Sramaoch, Peam Sreh, Doun Chaeng, Kon Damrey                        |
| Rohal Rohal      | Sala Chheh, Chak, Tep Kaosa, Snay, Anlong Thmei, Popel, Paoy Svay, Ruessei, Prey Moan, Stueng Kambot                                                                                          |
| Tean Kam         | Bantoat Baoh, Tean Kam Lech, Tean Kam Cheung, Tean Kam Tboung, Ou, Ta Un |
| Tuek Chour Smach | Paoy Char, Ta Khaek, Kouk kei, Tonloab, Kouk Tiem, Char Leu, Kantuot, Thmei, Kandal, Tuek Chour, Ta Siev, Kampong Thkov, Ta Pon, Svay L'a, Ta Daek, Samraong, Anlong Vil                      |